# 高市佳明
高市 佳明（たかいち よしあき、1972年6月8日 - ）は、NHKのアナウンサー。

## 人物
北海道札幌市出身。札幌市立真駒内中学校、北海道札幌南高等学校、上智大学文学部新聞学科を卒業後、1995年にNHKに入局。
地元周辺と東京を行き来する形で勤務。
東京アナウンス室時代は主に音楽番組を担当。
アナログレコードの収集が趣味で「タカイチ☆ヤング」の名義で、DJイベントに出演することもある。
2022年4月からは2度目の札幌放送局勤務となり、同局のローカルニュース番組『NHKニュースおはよう北海道』を2年間担当。
2024年4月からは帯広放送局勤務となり、同局のローカルニュース番組『ほっとニュースぐるっと道東!』を担当している。
好きな食べ物は、ダシが利いた酒の肴全般。
猫好きで知られ、2匹の愛猫を飼っている。

## 現在の担当番組
- アナウンスグループ統括
- ほっとニュースぐるっと道東!（キャスター：2024年4月1日 - ）[3]

## 過去の担当番組
旭川放送局・釧路放送局時代（1995年度 - 2000年度）
- 北海道中ひざくりげ - 旭川局・釧路局旅人（1996年度 - 2000年度）
- ほっからんど あさひかわ（1995年度 - 1997年度）
- 情報プリズム釧路（1997年度 - 1998年度）

東京アナウンス室時代（1度目）2001年度 - 2004年度）
- BSジュニアのど自慢 - 司会（2001年度）[4][5]
- ポップジャム - 司会（2002年度）
- サイエンスZERO - 司会（2003年度・2004年度）
- 皆既日食生中継（2003年11月24日） - 南極にてリポーターを担当。同年9月には北極圏でのオーロラ中継も担当していた。
- 日曜スタジオパーク - 司会（2004年度）
- NHK青春メッセージ - 最終回の司会（2004年1月12日）
- ライブジャム2005 - 司会（2005年1月10日）

青森放送局時代（1度目）（2005年度 - 不明）
- あっぷるワイドニュースTODAY - キャスター（2005年度 - 2007年度）
- ホリデーインタビュー 私(ワ)ァば生んだあの日記～方言詩人 伊奈かっぺい～ - 企画（2006年9月23日）[6]
- 行くよ!後輩 ほいきた!先輩（NHK BS2） - 司会（2007年6月2日）
  - 青森放送局テレビ放送の局名告知も、1度目の在籍時に収録している（2019年4月時点でもそれを使用中）。

東京アナウンス室時代（2度目）（不明 - 2012年度）
- おしゃれ工房 - 司会[7]（2009年度）
- ITホワイトボックス - 司会[8]
- すてきにハンドメイド - 司会（2010年度・2011年度）[9][10]
- 全駅停車!「銀河鉄道999」ぜんぶみせます（NHK BS2） - 司会（2010年8月9日 - 8月13日）[11]
- 極める!「杉浦太陽の鮮魚学」 - ナレーター（2010年11月29日 - 12月27日）[12]
- Rの法則 - 司会（2011年2月23日 - 2013年3月28日）

札幌放送局時代（1度目）（2013年度 - 2015年度）
- 北海道100年ニュース - 司会（2013年4月 - 2016年3月）
- 穴場ハンター - 司会（2013年4月 - 2016年1月）
- いくぞ〜!北の出会い旅
- 北海道845→ほっとニュース845（不定期）
- さわやか自然百景「冬 札幌 羊ヶ丘の森」 - ナレーター（2015年1月11日）[13]
- 全国向け番組の北海道からの中継担当など

東京アナウンス室時代（3度目）（2016年度 - 2018年度）
- NHKマイあさラジオ - 土日キャスター（2016年4月9日 - 2019年3月31日）
- NHKガイド（2016年10月1日 - ）[14]
- あしたも晴れ!人生レシピ[1] - 司会（2017年4月7日 - 2019年3月29日）
- 日曜コラム（2017年4月9日 - ）
- DJ壇蜜のSM（Selected Music）（2017年5月5日、8月17日、2018年5月3,4日、11月23日）

青森放送局時代（2度目）（2019年度 - 2021年度）
- あっぷるワイド（キャスター：2019年4月1日 - 2022年4月1日）
- 青森県のニュース
- DJ壇蜜のSM（Selected Music）（2019年8月16日、12月30日、2020年2月24日、8月12日、12月29日、2021年5月4日）
- 今日は一日”GLAY”三昧（2019年10月22日）

札幌放送局時代（2度目）（2022年度 - 2023年度）
- NHKニュースおはよう北海道（キャスター：2022年4月4日 - 2024年3月22日）[注釈 1][15]
- ニュース北海道645（不定期）
- ほっとニュース845（不定期）
- ほっとニュース北海道・ほっとニュース道央いぶりDAYひだか
  - 瀬田宙大のキャスター代行（2022年10月5日 - 7日、2023年2月6日 - 10日、3月20日・22,23日）
  - 神門光太朗のキャスター代行（2023年8月14日 - 18日、2024年2月13日 - 16日）

帯広放送局時代（2024年度 - ）